# وادی بنی‌خالد (شهرستان)
 شهرستان وادی بنی خالد  (به عربی:  ولایة وادی بنی خالد ) یکی از شهرستانهای منطقه شرقی در کشور پادشاهی عمان است.

## جمعیت
جمعیت آن در حدود ۳۲ هزار نفر می‌باشد.